# Monómero
Un monómero (del griego mono, ‘uno’, y mero, ‘parte’) es una molécula de pequeña masa molecular que está unida a otros monómeros, a veces cientos o miles, por medio de enlaces químicos, generalmente covalentes, formando macromoléculas llamadas polímeros. El monómero natural más común es la glucosa, que está unida por enlaces glucosídicos formando polímeros tales como la celulosa y el almidón, formando parte de más del 77 % de la masa seca de toda la materia de la planta. Muy a menudo el término monómero se refiere a las moléculas orgánicas que forman polímeros sintéticos, tales como, por ejemplo, el cloruro de vinilo, que se utiliza para producir el PVC. El proceso por el cual los monómeros se combinan de extremo a extremo para formar un polímero se le denomina polimerización. Las moléculas hechas de un pequeño número de unidades de monómero, hasta unas pocas docenas, se denominan oligómeros.

## Clasificación de los monómeros
Los monómeros se pueden clasificar de muchas maneras. Se pueden subdividir en dos clases amplias, dependiendo del tipo de polímero que formen. Los monómeros que participan en la polimerización por condensación tienen una estequiometría diferente que los monómeros que participan en la polimerización de adición. La mayoría de plásticos suelen obtenerse por esta segunda vía.
Por regla general, suelen clasificarse más por naturales o sintéticos:

### Monómeros naturales
- Los aminoácidos son los monómeros de las proteínas.
- Los nucleótidos son los monómeros de los ácidos nucleicos.
- Las sub-unidades peptídicas son los monómeros de las proteínas poliméricas.
- Los monosacáridos son los monómeros de los polisacáridos.
- El isopreno es el monómero del caucho.[4]

Todos estos polímeros obtenidos en la naturaleza suelen denominarse biopolímeros.

### Monómeros sintéticos
| Monómeros sintéticos característicos | Polímeros que derivan del monómero     |
| ------------------------------------ | -------------------------------------- |
| Eteno (Etileno)                      | Polietileno (PE)                       |
| Propeno (Propileno)                  | Polipropileno (PP)                     |
| Cloruro de vinilo (VC)               | Policloruro de vinilo (PVC)            |
| Acrilamida                           | Poliacrilamida (PA)                    |
| Ácido tereftálico                    | Tereftalato de polietileno (PET)       |
| Estireno                             | Poliestireno (PS)                      |
| Tetrafluoroetileno (TFE)             | Politetrafluoroetileno (teflón o PTFE) |
| Bisfenol A (BPA)                     | Policarbonato (PC)                     |
| Caprolactama (CPL)                   | Nylon 6                                |
| Ácido láctico                        | Ácido poliláctico (PLA)                |